# Туръя (река)
Туръя (устаревшее название — Тур-Я), в верхнем течении Маньтуръя — река в Берёзовском районе Ханты-Мансийского автономного округа. Устье реки находится в 88 км от устья Ятрии по левому берегу. Длина реки — 20 км.

## Данные водного реестра
По данным государственного водного реестра России относится к Нижнеобскому бассейновому округу, водохозяйственный участок реки — Северная Сосьва, речной подбассейн реки — Северная Сосьва. Речной бассейн реки — (Нижняя) Обь от впадения Иртыша.
Код объекта в государственном водном реестре — 15020200112115300026844.

## Топографические карты
- Лист карты P-41-1,2 Бараки  Карьер. Масштаб: 1 : 100 000. Состояние местности на 1959 год. Издание 1961 г.